# (21427) Ryanharrison
(21427) Ryanharrison est un astéroïde de la ceinture principale d'astéroïdes.

## Description
(21427) Ryanharrison est un astéroïde de la ceinture principale d'astéroïdes. Il fut découvert le 31 mars 1998 à Socorro (Nouveau-Mexique) par le projet LINEAR. Il présente une orbite caractérisée par un demi-grand axe de 2,22 UA, une excentricité de 0,18 et une inclinaison de 4,1° par rapport à l'écliptique.

## Compléments